# Ken Darby
Ken Darby (* 13. Mai 1909 in Hebron, Nebraska; † 24. Januar 1992 in Sherman Oaks, Kalifornien) war ein US-amerikanischer Komponist für Filmmusik, Musiktexter und Arrangeur, der dreimal mit einem Oscar und mit einem Grammy ausgezeichnet wurde. Daneben ist Darby bekannt als Verfasser von The Brownstone House of Nero Wolfe, einer Biographie des Hauses von Nero Wolfe, einer Romanfigur von Rex Stout.

## Leben
Kenneth Lorin Darby wurde am 13. Mai 1909 in Hebron, Nebraska, geboren. Seine Eltern waren Lorin Edward Darby und Clara Alice Powell. Schon in seiner Kindheit interessierte er sich stark für Musik und spielte mehrere Instrumente.
Darby war verheiratet mit Vera Matson von 1932 bis zu seinem Tod 1992. Mit ihr hatte er zwei Kinder.

## Karriere
Darby sang in dem Vokal-Quartett „The King’s Men“, mit dem er zusammen mit Paul Whitemans Orchester Mitte der 1930er einige Aufnahmen machte. Zudem gehörten sie zu den Vokalensembles im Radioprogramm Fibber McGee and Molly von 1940 bis 1953. In den frühen 1940ern spielte er mit den King’s Men eine Musical-Version von „A Visit from St. Nicholas“. Er schrieb dazu die Version „T’was the Night Before Christmas“, welche auch in den Weihnachtsfolgen von Fibber McGee and Molly gesungen wurde. Außerdem beteiligten sie sich an den Soundtracks mehrerer Metro-Goldwyn-Mayer-Filme, etwa gelegentlich in Tom und Jerry-Zeichentrickfilmen. Die King’s Men spielten auch die Marx Brothers in einer Musical-Nachahmung im Film Honolulu (Die Liebe auf Hawaii). Darby spielte einen von zwei 'Grouchos' in der Gruppe. Daneben steuerte er den Titelsong und den Soundtrack für „The Life and Legend of Wyatt Earp“, die Fernsehserie mit Hugh O’Brian von 1955–61, und für „The Adventures of Jim Bowie“ mit Scott Forbes.
Ab 1939 war er im Filmgeschäft tätig, schrieb und sang Lieder. Als eine der ersten Arbeiten lieh er dem Bürgermeister des Munchkinlandes im Film Der Zauberer von Oz seine Stimme. Der Mayor wurde von Charlie Becker dargestellt.  In den 1940ern arbeitete er als Komponist und Produktions-Supervisor für die Walt Disney Studios und war Choral and Vocal Director im Film Song of the South (1946).
Darby arbeitete eng mit Alfred Newman zusammen. Gemeinsam wurden sie mit zwei Oscar ausgezeichnet und drei Mal für diesen Preis nominiert:  1957 wurden Darby und Alfred Newman für den Film Der König und ich mit dem Oscar in der Kategorie Beste Filmmusik im Bereich Musical ausgezeichnet. Zwei Jahre später erhielten die beiden eine Nominierung für die Musik zu South Pacific. 1960 wurde Darby ein zweites Mal mit dem Oscar geehrt. Dieses Mal zusammen mit André Previn für ihre Musik zu Porgy und Bess. Zudem erhielten die beiden einen Grammy Award für den besten Soundtrack. 1962 sowie 1964 folgte jeweils eine Oscar-Nominierung für Mandelaugen und Lotosblüten (1961) und Das war der Wilde Westen. Bei diesen Produktion arbeitete er wieder mit Alfred Newman zusammen. Den dritten Oscar gewann er erneut in Zusammenarbeit mit Newman im Jahr 1968 für Camelot – Am Hofe König Arthurs im Bereich Scoring of Music, Adaptation or Treatment.
In den 1950er Jahren war er Vocal Coach von Marilyn Monroe bei den Filmmusicals Blondinen bevorzugt (1953) und für There’s No Business Like Show Business (1954).
Darby war auch Hauptkomponist des Hits „Love Me Tender“ (1956) von Elvis Presley aus dem gleichnamigen Film. Die Rechte dafür überließ er jedoch seiner Frau, Vera Matson, deren Namen als Co-Lyricist und Co-Composer mit Elvis Presley erscheint. Das Lied wurde vom  Lied Aura Lee aus der Zeit des Amerikanischen Bürgerkrieges adaptiert. Presleys Anteil an der Komposition wurde von seinem Management vorgegeben, um seine Rechte zur Aufnahme des Liedes zu sichern. Darby wurde oft nach seiner Entscheidung gefragt, seine Frau zusammen mit Presley als Autorin des Liedes aufzuführen, worauf er standardmäßig antwortete: „Weil sie es eben auch nicht geschrieben hat“ („Because she didn’t write it either“).
Als glühender Fan von Nero Wolfe, Rex Stouts genialem Roman-Detektiv, schrieb Darby eine detaillierte Biografie von dessen Brownstone-Haus (The Brownstone House of Nero Wolfe, 1983).
Ken Darby starb am 24. Januar 1992 während der letzten Arbeiten an seinem letzten Buch Hollywood Holyland: The Filming and Scoring of ‘The Greatest Story Ever Told’ (1992). Er wurde auf dem Forest Lawn Memorial Park (Hollywood Hills) (Hollywood Hills Cemetery) in Los Angeles beigesetzt.

## Ken Darby Singers
Ken Darbys Gesangsgruppe, The Ken Darby Singers, sang den Background für Bing Crosby auf der ursprünglichen Aufnahme für „White Christmas“ von Decca Records 1942. Schon 1940 waren sie für das erste Album von The Wizard of Oz, zu hören. Das Album war jedoch keine Aufnahme am Filmset, sondern eine Studio-Aufnahme, wenngleich Judy Garland darin zu hören ist.

## Auszeichnungen

### Academy Awards
- 1956, Winner, Best Scoring of a Musical Picture

The King and I
(mit Alfred Newman)
Academy of Motion Picture Arts and Sciences
- 1958, Nominee, Best Scoring of a Musical Picture

South Pacific
(mit Alfred Newman)
Academy of Motion Picture Arts and Sciences
- 1959, Winner, Best Scoring of a Musical Picture

Porgy and Bess
(mit André Previn)
Academy of Motion Picture Arts and Sciences
- 1961, Nominee, Best Scoring of a Musical Picture

Flower Drum Song
(mit Alfred Newman)
Academy of Motion Picture Arts and Sciences
- 1963, Nominee, Best Original Music Score

How the West Was Won
(mit Alfred Newman)
Academy of Motion Picture Arts and Sciences
- 1967, Winner, Best Score – Adaptation or Treatment

Camelot
(mit Alfred Newman)
Academy of Motion Picture Arts and Sciences

### Grammy Awards
- 1960, Winner, Best Soundtrack Album, Original Cast, Movie or Television

Porgy and Bess
(mit André Previn)
National Academy of Recording Arts and Sciences